# 瑙魯奧林匹克委員會
瑙魯奧林匹克委員會（Nauru Olympic Committee）是瑙魯的國家奧林匹克委員會。該組織成立於1991年，是國際奧委會和大洋洲國家奧林匹克委員會的成員。1996年，首次參加在美國阿特蘭大舉行的夏季奧運會。
現時，瑙魯奧林匹克委員會的總部設在瑙魯本島上，主席是马库斯·史蒂芬。

## 資料來源
1. ↑  .   [2014-03-12]. （原始内容存档于2016-09-08）.